# والتر أرلن
والتر أرلن (بالإنجليزية: Walter Arlen)‏ هو عالم موسيقى وملحن أمريكي، ولد في 31 يوليو 1920 في فيينا في النمسا.

## وصلات خارجية
- والتر أرلن على موقع IMDb (الإنجليزية)
- والتر أرلن على موقع ميوزك برينز (الإنجليزية)